# Coca Sek
Coca Sek es una bebida carbonatada que el pueblo nasa en la provincia del Cauca en el suroeste de Colombia comenzó a producir y vender en diciembre de 2005 a través del proyecto comunitario Coca Nasa. La bebida se basa en hojas de coca, que los pueblos originarios de Colombia han consumido durante siglos para adaptarse a las grandes altitudes y ayudar en el trabajo manual.
La bebida es del color de la sidra y huele a té . Su sabor se describe como una mezcla de limonada y ginger ale.
En mayo de 2007, el gobierno de Colombia comenzó a retirar por la fuerza la Coca Sek de los supermercados, aunque todavía se puede encontrar en las tiendas naturistas.